# مارك إيدن
مارك إيدن (بالإنجليزية: Mark Eden)‏ ‏(14 فبراير 1928 بلندن في المملكة المتحدة - 1 يناير 2021 بلندن في المملكة المتحدة) ممثل بريطاني.

## وصلات خارجية
- مارك إيدن على موقع IMDb (الإنجليزية)
- مارك إيدن على موقع روتن توميتوز (الإنجليزية)
- مارك إيدن على موقع ألو سيني (الفرنسية)
- مارك إيدن على موقع ميوزك برينز (الإنجليزية)
- مارك إيدن على موقع أول موفي (الإنجليزية)
- مارك إيدن على موقع قاعدة بيانات الأفلام السويدية (السويدية)
- مارك إيدن على موقع قاعدة بيانات الفيلم (الإنجليزية)
- مارك إيدن على موقع كينوبويسك (الروسية)